# Тобол (Костанай)
Футбольний клуб «Тобол» (каз. Тобыл Футбол Клубы, Tobyl Fýtbol Klýby) — казахстанський футбольний клуб із Костаная, заснований 1967 року. Виступає у Прем'єр-лізі Казахстану. Чемпіон Казахстану 2010 та 2021 років. Володар Кубка Казахстану 2007 року. Володар Суперкубка Казахстану 2021 та 2022 років. Переможець Кубка Інтертото 2007 року.

## Досягнення
Прем'єр-ліга Казахстану:
- Чемпіон (2): 2010, 2021
- Срібний призер (5): 2003, 2005, 2007, 2008, 2020
- Бронзовий призер (4): 2002, 2004, 2006, 2018, 2022

Кубок Казахстану:
- Володар (2): 2007, 2023
- Фіналіст (2): 2003, 2011

Суперкубок Казахстану:
- Володар (3): 2021, 2022, 2024

Кубок Інтертото:
- Переможець: 2007

## Виступи в єврокубках
| Сезон   | Змагання         | Раунд | Суперник          | Вдома | На виїзді | В сукупності |
| ------- | ---------------- | ----- | ----------------- | ----- | --------- | ------------ |
| 2003    | Кубок Інтертото  | 1Р    | Полонія Варшава   | 2–1   | 3–0       | 5–1          |
| 2003    | Кубок Інтертото  | 2Р    | Сінт-Трейден      | 1–0   | 2–0       | 3–0          |
| 2003    | Кубок Інтертото  | 3Р    | Пашинг            | 0–1   | 0–3       | 0–4          |
| 2006–07 | Кубок УЄФА       | 1КР   | Базель            | 0–0   | 1–3       | 1–3          |
| 2007    | Кубок Інтертото  | 1Р    | Зестафоні         | 3–0   | 0–2       | 3–2          |
| 2007    | Кубок Інтертото  | 2Р    | Слован Ліберець   | 1–1   | 2–0       | 3–1          |
| 2007    | Кубок Інтертото  | 3Р    | ОФІ               | 1–0   | 1–0       | 2–0          |
| 2007–08 | Кубок УЄФА       | 2КР   | Дискоболія        | 0–1   | 0–2       | 0–3          |
| 2008–09 | Кубок УЄФА       | 1КР   | Аустрія Відень    | 1–0   | 0–2       | 1–2          |
| 2009–10 | Ліга Європи      | 2КР   | Галатасарай       | 1–1   | 0–2       | 1–3          |
| 2010–11 | Ліга Європи      | 1КР   | Зриньські         | 1–2   | 1–2       | 2–4          |
| 2011–12 | Ліга чемпіонів   | 2КР   | Слован Братислава | 1–1   | 0–2       | 1–3          |
| 2018–19 | Ліга Європи      | 1КР   | Самтредіа         | 2–0   | 1–0       | 3–0          |
| 2018–19 | Ліга Європи      | 2КР   | Пюнік             | 2–1   | 0–1       | 2–2 (г)      |
| 2019–20 | Ліга Європи      | 1КР   | Женесс Еш         | 1–1   | 0–0       | 1–1 (г)      |
| 2021–22 | Ліга конференцій | 3К    | Хайдук            | 4–1   | 0–2       | 4–3          |

## Відомі гравці
- /  Максим Низовцев
- /  Петро Бадло
- /  Сергій Костюк
- Руслан Балтієв
- Сергій Остапенко
- Фархадбек Ірисметов
- Володимир Байрамов
- Улугбек Бакаєв
- Олексій Косолапов
- Артем Челядинський
- Валерій Шанталосов

Найввідомим гравцем клубу є Нурбол Жумаскалієв (58 матчів, 7 голів у збірній Казахстану). У складі «Тоболу» став восьмиразовим призером чемпіонату Казахстану. Зіграв за команду 448 матчів і забив 157 м’ячів. Після завершення ігрової кар’єри у 2018 році став спортивним директором клубу. За ним навічно у клубі закріплений номер 9.

## Українські гравці
У 1998-2001 роках за клуб виступав півзахисник Ігор Щербина.
У 1999 році команду поповнив півзахисник Євген Беззубко.
У 1999-2000 роках за команду виступали захисник Петро Дідик. та півзахисник Валерій Цюра.
У 1999 році Петро Бадло підписав контракт із клубом. У складі Тобола захисник носив капітанську пов'язку, провів 8 сезонів, відігравши більше 200 поєдинків.
У 2003-2004 роках за команду виступав півзахисник Олег Головань.
У червні 2015 року  контракт із клубом підписав захисник Сергій Яворський. У грудні 2016 року він офіційно залишив казахстанський клуб.
У лютому 2016 року нападник Костянтин Дудченко підписав контракт з костанайським «Тоболом».